# Cantus Arcticus
Cantus Arcticus is een compositie van Einojuhani Rautavaara. Het is een bijzonder concerto. Als solist(en) treden niet andere muzikanten op maar vogels via tape. De zang van de vogels is opgenomen in Finland, rond de poolcirkel en de moerassen bij Liminka. Het werk is geschreven in opdracht van de Universiteit van Oulu, die het wilde gebruiken bij hun diploma-uitreikingen. Liminka ligt dan ook niet ver van Oulu.
Suo (Het moeras) opent met een duet voor dwarsfluiten tegen een achtergrond van gekwetter van diverse moerasvogels. De vogels klinken daarbij consonant, de voorgeschreven muziekinstrumenten af en toe dissonant. Melankolia (het tweede deel) is in een langzamer tempo en laat de strandleeuwerik horen. Joutsenet muuttavat (trekkende zwanen) bestaat uit een langgerekt crescendo met op de achtergrond de wilde zwaan. Aan het slot is er een langgerekt decrescendo alsof de zwanen je net gepasseerd zijn.
Het werd een van de meest gespeelde werken van Rautavaara. Collegacomponist Kalevi Aho vond de natuurlijke geluiden goed passen in de kunstmuziek, vooral in deel 1. Hij vond het een waardig opvolger van de Zwaan van Tuonela van Jean Sibelius.
De eerste uitvoering was weggelegd voor het Oulu Symfonie Orkest o.l.v. Stephen Portman.
Rautavaara schreef het werk voor
- 2 dwarsfluiten, 2 hobo’s, 2 klarinetten, 2 fagotten
- 2 hoorn, 1 trompetten, 1 trombone
- pauken, 1 man/vrouw percussie, 1 harp, 1 celesta
- violen, altviolen, celli, contrabassen